# Hørby Sogn (Holbæk Kommune)
 For alternative betydninger, se Hørby Sogn. (Se også artikler, som begynder med Hørby Sogn)
Hørby Sogn var et sogn i Holbæk Provsti (Roskilde Stift). Sognet indgik 1. januar 2016 i Tuse Næs Sogn sammen med Udby Sogn.
I 1800-tallet var Hørby Sogn et selvstændigt pastorat. Det hørte til Tuse Herred i Holbæk Amt. Hørby sognekommune gik inden kommunalreformen i 1970 ind i Tuse Næs Kommune, der ved selve reformen blev indlemmet i Holbæk Kommune.
I Hørby Sogn ligger Hørby Kirke.
I sognet findes følgende autoriserede stednavne:
- Billerup (bebyggelse)
- Bjergskov (bebyggelse)
- Dalmose (bebyggelse)
- Enghave (bebyggelse)
- Favrbjerg (bebyggelse)
- Hørby (bebyggelse, ejerlav)
- Hørbygård (ejerlav, landbrugsejendom)
- Kastrup (bebyggelse, ejerlav)
- Lindebjerg (bebyggelse, ejerlav)
- Markeslev (bebyggelse, ejerlav)
- Søbroen (bebyggelse)
- Tuse Næs (areal)
- Uglerup (bebyggelse, ejerlav)